# WR 122
WR 122 (Nasty 1) — двойная звезда, которая находится в созвездии Орёл на расстоянии приблизительно 3300—9800 световых лет от нас.

## Характеристики
WR 122 представляет собой пекулярную звезду, окружённую протяжённой туманностью и компактным пылевым ядром. Она принадлежит к редкому классу звёзд Вольфа — Райе, для которых характерны очень высокая температура и светимость. Однако WR 122 имеет некоторые отличия, не типичны для данного класса звёзд. Астрономы ожидали увидеть два газовых симметричных пузыря, таких которые имеет, например, η Киля. Вместо этого наблюдения показали присутствие газового диска диаметром в одну треть светового года. Предполагается, что этот газ был сорван гравитацией менее массивного компаньона с главной звезды.